# كيف تبيع المخدرات أونلاين (بسرعة)
كيف تبيع المخدرات أونلاين (بسرعة)(بالإنجليزية: How to Sell Drugs Online (Fast))هو مسلسل ألماني كوميدي عُرض على منصة نتفليكس، ويُعد ثالث مسلسل لنتفليكس يتم تصويره وانتاجه في ألمانيا بعد مسلسلي دارك وحواري برلين.أُطلق الجزء الأول من المسلسل في الحادي والثلاثين من مايو 2019 على منصة نتفليكس في جميع دول العالم مُدبلجًا بالغات عدة، وبدأ الجزء الثان في الحادي والعشرين من يوليه 2020، وفي الثامن والعشرين من يوليه 2020 أُعلن رسميًا عن تحضير الجزء الثالث

الذي تم عرضه في السابع والعشرين من يوليه 2021.
تدور أحداث المسلسل حول مورتس مراهق متفوق يطلق هو وصديقه ليني أكبر موقع إلكتروني في أوروبا لطللب المخدرات وتوصيلها كي يثير إعجاب حبيبته السابقة ويستطيع استعادتها مرة أخرى، وقد عمل على القصة كل من فيلب كيسبرورر وماتيساس مورمان وشتيفن تيتسه وسيباستين كولي.
إن أحداث المسلسل مُقتبسة من أحداث حقيقية ألا وهي قصة حياة ماكسيمالين شميد المعروف بالاسم الحركي شايني فليكس (Shiny Flakes)وهو مراهق أطلق في سن الثمانية عشر من غرفته في لايبزيغ موقعًا إلكترونيًا لتجارة المخدرات بين عامين 2013 و 2015.

## الأحداث
تسرد أحداث السمسلسل في المستقبل البعيد من خلال الشخصية الرئيسة موريتس الذي يكون جالسًا في غرفة أمامه منضده مخاطبًا الجمهور، حيث يلعب دور الراوٍ في معظم الوقت.

### الجزء الأول
يبدأ المسلسل بموريتس فتى متفوق دراسيًا على علاقة بصديقة طفولته ليزا نوفاك التي بعد عودتها من أمريكا تغيرت لدرجة أنها انفصلت عنه وبدأت بقضاء معظم وقتها مع دان ريفيرت الشاب الأكثر شعبية بالمدرسة. علم موريتس أن ليزا خلال سفرها بدأت في تعاطي الإكستاسي وطلب مساعدة صديقة ليني كي يستعيدها؛ وجدا موريتس «بوبا» أوتو وهو مروج المخدرات لدان وقام بشراء كل ما بحوزته من الإكستاسي على أمل ألا يستطيع دان عرض أي شئ لليزا. بدأ بوبا بابتزاز موريتس حيث لم يكن بحوزه موريتس المال الكاف كما أنه سرق من بوبا المخدرات؛ ونظرًا لدين موريتس لبوبا خطط موريتس لبيع الإكستاسي على الإنترنت.
وجد أهل ليزا حبة-إكستاسي من الحفلة التي أُقيمت على شرف عودتها، وعليه حاولت الاتصال بدان ليساعدها ولكن كان موريتس، الذي مازال يستطيع الولوج على حساب ليزا على الفيسبوك، يمسح الرسائل المرسلة من دان كي يخلق فكرة أن دان يتجاهل ليزا ويذهب مورتس هو ليساعدها. أراد موريتس تحويل فكرة مشروعه هو ودان ماي تيمز „MyTems" منصة الألعاب الإلكترونية إلى ماي دراجز „MyDrugs“منصة حبوب الإكستاسي على الإنترنت المظلم، تردد دان في بداية الأمر فقد فاض به الكيل من محاولات مورتس الفاشلة ولكنه يقتنع في نهاية الأمر وتبدأ الطلبيات. يتم اعتقال دان من الشرطة لحوزته الإكستاسي ويُطلب منه الإفصاح عن تاجره.
تتبع بوبا كل من موريتس وليني وطالبهم بالأموال التي يدين له موريتس، وبمجرد أن علم بوبا بأمر ماي دراجز طالب بعشرة آلاف يورو من الأرباح. بدأ موريتس بالاستعانة بتاجر مخدرات اسمه «المطر الوردي» نظرًا لتقيم جودة حبوب ماي دراجز السلبي من المستخدمين. يسأل دان ليزا عما إذا كانت تتجاهله لتنفي ليزا، فيحاول دان مجددًا إرسال لها رسالة فيحذفها موريتس، وبمجرد أن ليزا رأت هذا قامت ليزا بفضحه عبر مكير الإذاعة الداخلية في المدرسة. في هذه الأثناء يتم اعتقال بوبا وبدأ التحقيق معه، يبدأ موريتس وليني باستلام الطلبية الأولى من المطر الوردي. يُنبذ موريتس في المدرسة وتحظر ليزا الاتصال معه، ويبدأ هو وليني في التخطيط لإطلاق ماي دراجز على الويب السطحي.
يعمل والد مورتس ينس تسيمرمان شرطي، ويطلب مساعدة موريتس في فتح حاسوب بوب، ليقوم موريتس بمسح كل المعلومات التي على الحاسوب لأنها تحتوي على بياناته هو ليني.يحتفل كل من مورتس وليني في عشاء رسمي لإطلاق ماي دراجز على الويب السطحي، وحينما أخبر مورتس ليني أنه وقع عقدًا مع تجار مخدرات في روتردام اسمهم جود تايمز كي يوسع منتجات ماي دراجز، ولكن يرفض ليني الأمر مدعيًا أن مورتس يركز على التجارة وينسى صداقتهم، يترك ليني مورتس فقد فاض بيه الكيل منه.
في حفل عيد ميلاد جيردا زميلة مورتس في المدرسة يجد مورتس ليزا ودان يتبادلان القبل، يترك مورتس الحفلة لذلك. تتناول جيردا جرعة زائدة من إإكستاسي طُلبت من ماي دراجز، لتذهب إلى المستشفى.
يُطلق صراح بوبا لقلة الأدلة، ويخطف بوبا ليني ليحاول مورتس ودان تحريره ويفشلا. يحاول بوبا قتل دان لخيانته له، ليمسك ليني مسدسه الذي صنعه بطابعة ثلاثية الأبعاد محاولًا قتل بوبا ولكنه يفشل. يمسك بوبا المسدس ساخرًا من هؤلاء الثلاثة ويطلق النار على نفسه بالخطأ. يقرر مورتس وليني ودان بالتخلص من مشاكلهم والعمل معًا على ماي دراجز. تعود ليزا لمورتس بعد مشاهدتها لفيديو قد صنعه لها سابقًا وانهت علاقتها بدان.
ينتهي الجزء الأول بظهور ليزا وليني كأنهم في المستفبل، وتشكك ليزا في الأحداث المسردة من مورتس.

### الجزء الثان
حظى ماي دراجز بنجاح ساحق على الويب السطحي، ولكن يريد كل من مورتس وليني ودان التوقف عن تجارة المخدرات. وحين خبر مورتس شريكاته في روتردام، أخبراه أنه يستطيع ذلك في أي وقت، ولكن سيظل عمل الموقع قائمًا من خلالهن. يغير مورتس رأيه ويستمع لنصيحتهن.
تنتقل ليزا للسكن مع مورتس هاربًا من العيش مع والدها وصديقته، وعليه ينقل مورتس ودان وليني عملهم من الغرفة إالى جراج المنزل حتى لا تكتشف ليزا المخدرات المخبئة في الغرفة. ولكن ينفصل مورتس عنها لفترة قصيرة.
يقابل ليني كيرا صديقة تعرف عليها على الإنترنت، ولكنه يرسل دان لمقابلتها، حيث كان يرسل لها صور دان على أنه هو لقلة ثقته بنفسه حيث أنه قعيد بسبب مرضه. ولكن تكتشف كيرا الأمر وتعجب بليني.
يكتشف مورتس لاحثقُا أن كيرا تقوم بابتزاز أشخاص عادين من خلال فديوهات شخصية لهم، فتهددهم فنشرها. وبينما كان يتتبعها مورتس وتراقبه ليزا قامت كيرا بتقبيله، غضب كل من ليني ودان بعد علمهم بذلك الأمر، ليقرر ليني ضمها للتيم دون إخبار أحد.
تكتشف عصابة من تجار المخدرات بقيادة والدة بوبا تاجر المخدرات المقتول أن الفتيان الثلاثة وراء موت بوبا، ولكنهم يوضحون أن الأمر كان حادثة ويقررون في نهاية الأمر العمل معًا.
يعود كل من مورتس ودان وليني للعمل معًا، ويفتحون حسابًا مصرفيًا كي يحولون عملات البتكوين الخاصة بهم إلى نقود حقيقية. يجد الكلب، الحيوان الأليف في منزل مورتس، شنطة من المريوانا ليستدعيه والده لتوضيح الأمر، ولكن يقنعه مورتس أنها المخدرات الوحبدة التي بحوزته.
يتصالح مورتس وليزا التي نعلم صدفة من مورتس أن له علاقة بماي دراجز، لكنها تنصحه بالتوقف عن تجارة المخدرات وانقاذ مستقبله. وقد تم أيضًا كشف كذبة أخرى هي أن الهولانديين لا يمانعون تراجع الفتيان الثلاثة الذين يعتقدون أن سيقتلهم الهولانديين لأنهم يعرفون الكثير من المعلومات. يغضب دانن وليني من مورتس وتنتهي صداقتهم.
يقبل مورتس عرض الهولانديين بتأمين مكتب له في روتردام، وبعد فترة وجيزة يحجبه ليني من ماي دراجز ولا يكون له أي تحكم في الموقع. ينجح في مورتس في اختراق الموقع وفك حظره ويحظر ليني الذي ليس أصبح لديه مال كاف لدفع تكاليف علاج مرضه الذي قد يشفيه ويزيد عمره خمسين عامًا.

## وصلات خارجية
- كيف تبيع المخدرات أونلاين (بسرعة) على موقع قاعدة بيانات الأفلام على الإنترنت